# Kaźmierzyn
Kaźmierzyn – wieś w Polsce położona w województwie kujawsko-pomorskim, w powiecie aleksandrowskim, w gminie Waganiec. 
W latach 1975–1998 miejscowość należała administracyjnie do województwa włocławskiego.
Wieś sołecka – zobacz jednostki pomocnicze gminy Waganiec w BIP.